# Bailleau-l'Évêque
Bailleau-l'Évêque is een gemeente in het Franse departement Eure-et-Loir (regio Centre-Val de Loire). De plaats maakt deel uit van het arrondissement Chartres. Bailleau-l'Évêque telde op 1 januari 2022 1.190 inwoners.

## Geografie
De oppervlakte van Bailleau-l'Évêque bedroeg op 1 januari 2022 19,68 vierkante kilometer; de bevolkingsdichtheid was toen 60,5 inwoners per km².

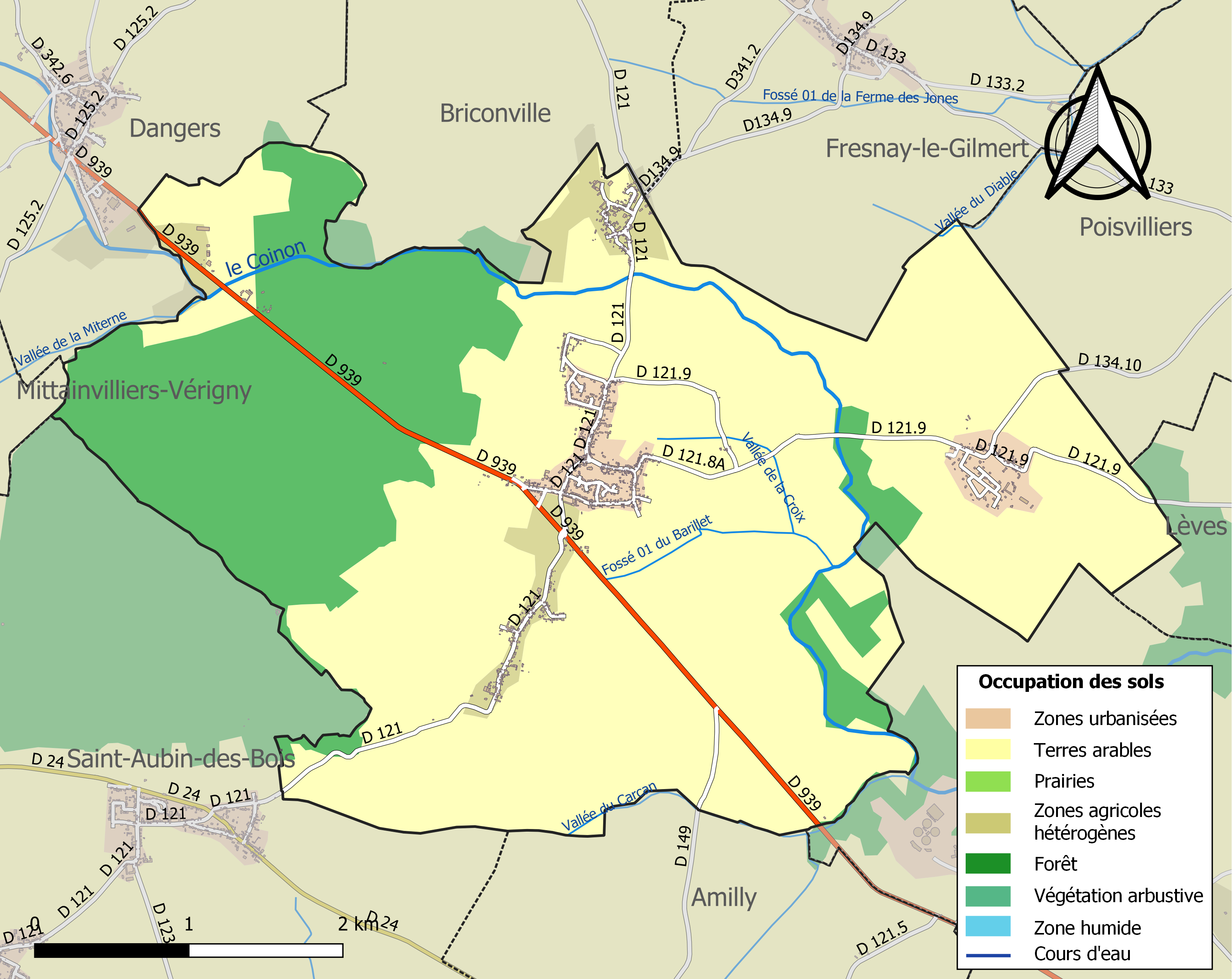
Kaart van de gemeente met belangrijkste infrastructuur, bodemgebruik en omliggende gemeenten

## Demografie
Onderstaande figuur toont het verloop van het inwonertal (bron: INSEE-tellingen).